# Toadette
Toadette (キノピコ?, Kinopiko) è un fungo umanoide che appare nei videogiochi della serie Mario, è la sorella di Toad; il suo nome giapponese è una combinazione di "Kinopio" e "-ko", un comune suffisso di nome femminile giapponese. Toadette apparve per la prima volta in Mario Kart: Double Dash!! come personaggio segreto, in coppia con Toad. La sua caratteristica unica in questo gioco è il potenziamento Fungo scatto dorato che consente al go-kart di utilizzare dei mini turbo continui. In seguito, Toadette è riapparsa in svariati spin-off sportivi della serie di Mario.

## Peachette
In New Super Mario Bros. U Deluxe per Nintendo Switch, Toadette, per la prima volta nella serie, sarà giocabile in un gioco platform di Mario, sostituendo il Toad blu. A differenza degli altri personaggi, tramite l'utilizzo della Super Corona può trasformarsi in Peachette, una sua versione simile a Peach, ma con le caratteristiche fisiche di Toadette. Peachette è in grado di fluttuare in aria e fare un doppio salto. Grazie al personaggio, si svilupperà a settembre 2018, il popolare personaggio fan-made di Bowsette, cioè Bowser con la Super Corona.
Peachette, inoltre, appare come personaggio giocabile in Mario Kart Tour e in Mariokart 8 Deluxe tramite il pass percorsi aggiuntivi.

## Come sbloccarla in vari giochi
Toadette è sbloccabile in una buona parte dei giochi spin-off di Mario:
- Mario Kart: Double Dash!! - sbloccabile ottenendo una coppa dorata nel trofeo speciale 100cc.
- Mario Party 6 - sbloccabile spendendo 30 stelle nella Banca Stelle.
- Mario Kart Wii - sbloccabile gareggiando su tutte le 32 piste nella modalità in prova a tempo.
- Mario Golf: World Tour - sbloccabile acquistando il pacchetto fungo DLC.
- Mario Kart 8 - sbloccabile casualmente
- Mario Party 10 - sbloccabile spendendo 600 punty party nello shop.
- Mario Tennis: Ultra Smash - sbloccabile giocando 10 "Mega Sfide".
- Mario Kart Tour - sbloccabile con 800 monete nel negozio o tentando la fortuna con un tubo usando 5 rubini.

## Apparizioni

### Apparizioni come personaggio non giocabile
- Paper Mario: Il portale millenario - GameCube - 2004
- Mario Power Tennis - GameCube, Wii - 2004
- Mario Party Advance - Game Boy Advance - 2005
- Dancing Stage: Mario Mix - GameCube - 2005
- Super Mario Galaxy - Wii - 2007 - Appare solo nell'introduzione
- Mario Party DS - Nintendo DS - 2007 - Ha un tabellone dedicato: Toadette's Music Room
- Mario Kart Arcade GP 2 - Arcade - 2007
- Super Smash Bros. Brawl - Wii - 2008
- Super Smash Bros. for Nintendo 3DS e Wii U - Nintendo 3DS, Wii U - 2014
- Mario & Luigi: Paper Jam Bros. - Nintendo 3DS - 2015
- Mario + Rabbids Kingdom Battle - Nintendo Switch - 2017
- Super Mario Odyssey - Nintendo Switch - 2017
- Mario Party: The Top 100 - Nintendo 3DS - 2017
- Super Mario Party - Nintendo Switch - 2018
- Super Smash Bros. Ultimate - Nintendo Switch - 2018 - Appare come spirito

### Apparizioni come personaggio giocabile
- Mario Kart: Double Dash!! - GameCube - 2003
- Mario Party 6 - GameCube - 2004
- Mario Superstar Baseball - GameCube - 2005
- Mario Party 7 - GameCube - 2005
- Mario Party 8 - Wii - 2007
- Mario Kart Wii - Wii - 2008
- Mario Super Sluggers - Wii - 2008
- Mario Golf: World Tour - Nintendo 3DS - 2013
- Mario Kart 8 - Wii U - 2014
- Captain Toad: Treasure Tracker - Wii U, Nintendo Switch, Nintendo 3DS - 2014, 2018
- Mario Tennis: Ultra Smash - Wii U - 2015
- Mario Party 10 - Wii U - 2015
- Super Mario Maker - Wii U, Nintendo 3DS - 2015, 2016
- Minecraft: Wii U Edition - Wii U - 2016
- Mario Party: Star Rush - Nintendo 3DS - 2016
- Super Mario Run - iOS, Android - 2016
- Mario Kart 8 Deluxe - Nintendo Switch - 2017
- Minecraft:Nintendo Switch Edition - Nintendo Switch - 2017
- Mario Tennis Aces - Nintendo Switch - 2018
- New Super Mario Bros. U Deluxe - Nintendo Switch - 2019
- Super Mario Maker 2 - Nintendo Switch - 2019
- Mario Kart Tour - iOS, Android - 2019
- Mario Kart World - Nintendo Switch 2 - 2025

## Caratteristiche
Come testimoniato da Mario & Luigi: Paper Jam Bros., a Toadette piacciono molto gli origami e i lavori di creatività con il cartone. Pare essere molto amica di Peach, Daisy e addirittura di Rosalinda.